# Seefeld (Bawaria)
Seefeld – miejscowość i gmina w Niemczech, w kraju związkowym Bawaria, w rejencji Górna Bawaria, w regionie Monachium, w powiecie Starnberg. Leży około 10 km na północny zachód od Starnberga, nad jeziorem Pilsen, przy linii kolejowej Monachium – Herrsching am Ammersee.

## Demografia
| Rok  | Liczba mieszk. |
| ---- | -------------- |
| 1970 | 3 897          |
| 1987 | 5 820          |
| 2000 | 6 742          |
| 2007 | 7 111          |

### Struktura wiekowa
Dane o ludności z 31 grudnia 2008:
| Opis                                | Ogółem | Ogółem | Kobiety | Kobiety | Mężczyźni | Mężczyźni |
| ----------------------------------- | ------ | ------ | ------- | ------- | --------- | --------- |
| Jednostka                           | osób   | %      | osób    | %       | osób      | %         |
| Populacja                           | 7073   | 100    | 3657    | 51,7    | 3416      | 48,3      |
| Wiek przedprodukcyjny (0–17 lat)    | 1359   | 19,21  | 666     | 9,42    | 693       | 9,8       |
| Wiek produkcyjny (18–65 lat)        | 4323   | 61,12  | 2230    | 31,53   | 2093      | 29,59     |
| Wiek poprodukcyjny (powyżej 65 lat) | 1391   | 19,67  | 761     | 10,76   | 630       | 8,91      |

## Polityka
Wójtem gminy jest Wolfram Gum z CSU, rada gminy składa się z 20 osób.
|      | CSU | SPD | FWGH | BVS | FDP | Zieloni | Razem |
| 2008 | 7   | 2   | 4    | 3   | 2   | 2       | 20    |
| 2002 | 7   | 3   | 4    | 4   | 2   | -       | 20    |